# Ingoma

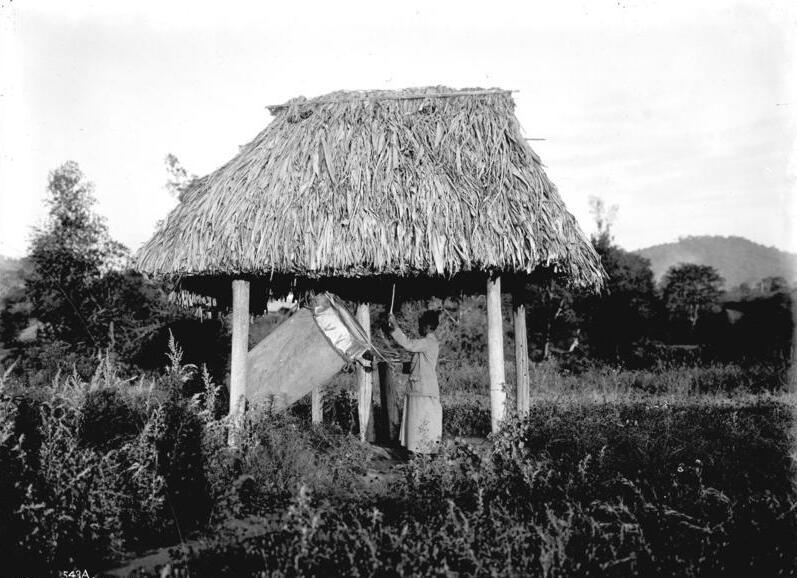
Ingoma en Afrique orientale allemande en 1906.

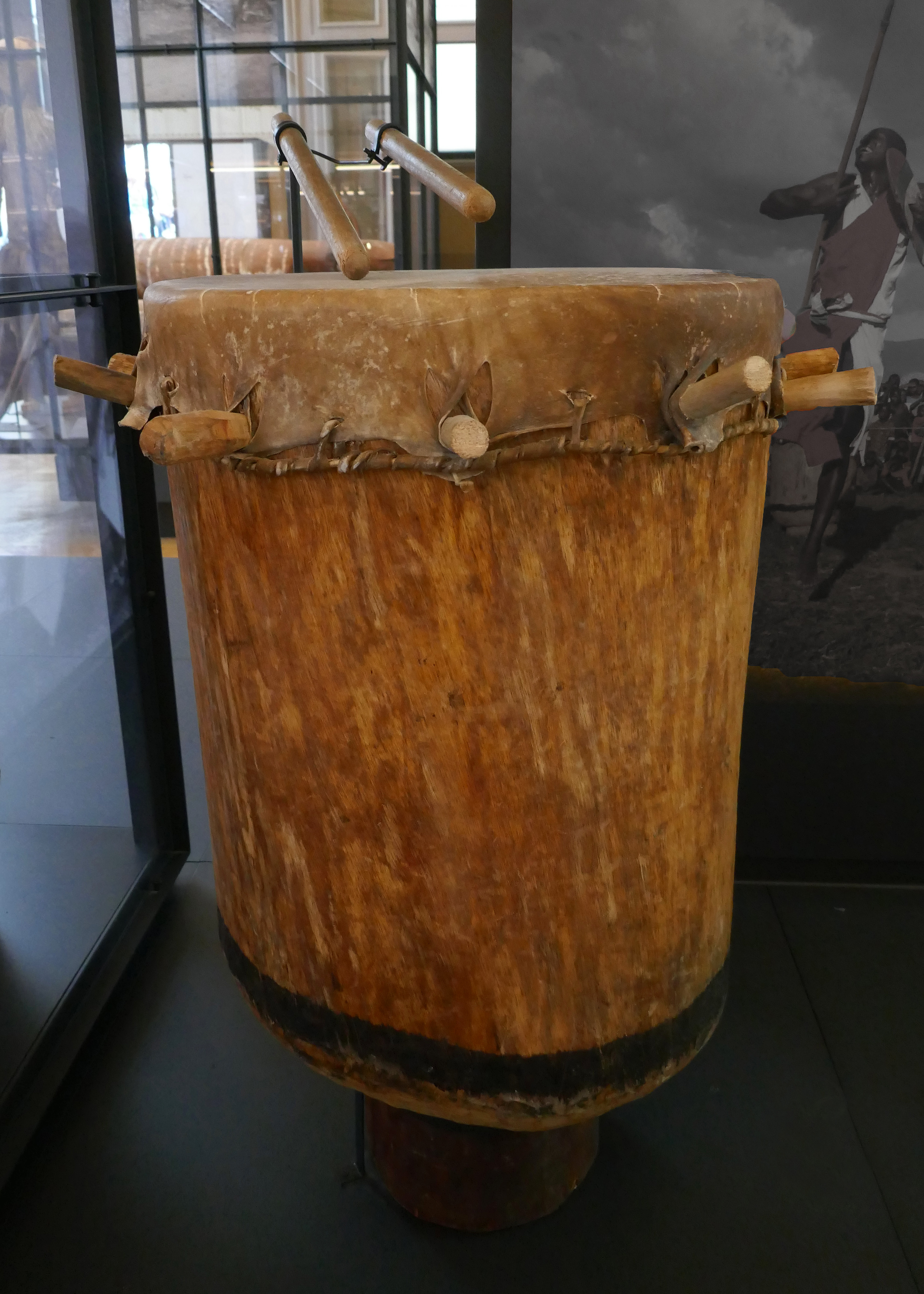
Tambour ouvert-Burundi.

L'ingoma, également appelé ng’oma, ngoma, angomba, angona, engoma, engono, ingomba, ingome ou encore ingono, est un tambour traditionnel bantou, utilisé en Afrique centrale, une partie de l'Afrique de l'Est ainsi qu'une partie de l'Afrique australe.